# Юбилейное (Чингирлауский район)
Юбилейное (каз. Юбилейное) — упразднённое село в Чингирлауском районе Западно-Казахстанской области Казахстана. Входит в состав Лубенского сельского округа. Код КАТО — 276647108.

## Население
В 1999 году население села составляло 69 человек (41 мужчина и 28 женщин). По данным переписи 2009 года, в селе проживало 6 человек (4 мужчины и 2 женщины).